# Руслан Хомчак
Руслан Борисович Хомчак (на украински: Руслан Борисович Хомчак) е украински военен и политик, който от 27 юли 2021 г. заема длъжността първи заместник-секретар на Съвета за национална сигурност и отбрана на Украйна. През 2019 г. той е повишен в чин генерал-полковник. Руслан Хомчак изпълнява длъжността главнокомандващ на украинските въоръжени сили от 27 март 2020 г. до 27 юли 2021 г.

## Биография
Руслан Хомчак е роден в Лвов на 5 юни 1967 г. През 1988 г. завършва Висшето военно командно училище в Москва. След това служи в Източна Германия и Беларуската ССР от 1988 до 1992 г.
От 1993 г. служи в украинските въоръжени сили. В продължение на седем години служи в 24-та независима механизирана бригада в Яворов, Лвовска област, където се завръща като началник на щаба, след като завършва Националната академия по отбрана на Украйна.
В продължение на четири години е командир на 300-и отделен механизиран полк в Черновци, а през април 2005 г. става началник на 72-ра отделна механизирана бригада в Била Церква.
От 2009 г. е началник на щаба на 8-ми армейски корпус.
Бързото развитие на кариерата на Хомчак започва след идването на Виктор Янукович на власт. През 2011 г. полковник Хомчак е повишен в чин генерал-майор с президентски указ.
През май 2012 г. Хомчак е повишен от началник на щаба на 8-ми армейски корпус в командир на 6-ти армейски корпус, а през август 2013 г. е повишен в чин генерал-лейтенант.
През ноември 2013 г. 6-ти армейски корпус е трансформиран в Командване „Юг“, като временен командир е Руслан Хомчак. В същото време е началник на Днепропетровския гарнизон.
От юли до декември 2014 г. Хомчак отговаря за сектор Б на силите на АТО в Донбас. Хомчак отговаря за операцията по изтегляне на войските от Иловайск. По официални данни тогава в котела са загинали 366 военнослужещи, а 158 са обявени за изчезнали. Хомчак остава с групата си до края и заедно с нея се измъква от обкръжението.
През 2016 г. Хомчак е ротационен командир на всички сили на АТО. От 2016 до 2017 г. е началник на щаба – първи заместник-командир на сухопътните войски на Украйна. През 2017 г. министърът на отбраната Степан Полторак назначава Хомчак за главен инспектор на Министерството на отбраната. Оттогава той участва в много разследвания на извънредни ситуации в армията. На 21 май 2019 г. украинският президент Володимир Зеленски назначава Руслан Хомчак за началник на Генералния щаб на въоръжените сили на Украйна на мястото на Виктор Муженко.
На 5 декември 2019 г. е повишен в чин генерал-полковник. На 28 март 2020 г., поради разделянето на постовете на началник на Генералния щаб и главнокомандващ на въоръжените сили на Украйна, Володимир Зеленски назначава Хомачак за главнокомандващ на въоръжените сили на Украйна.
На 27 юли 2021 г. Володимир Зеленски освобождава Руслан Хомчак от поста главнокомандващ на украинските въоръжени сили. Хомчак заема поста първи заместник-секретар на Съвета за национална сигурност и отбрана.